# Grigori (ange)
Pour les articles homonymes, voir Grigori.

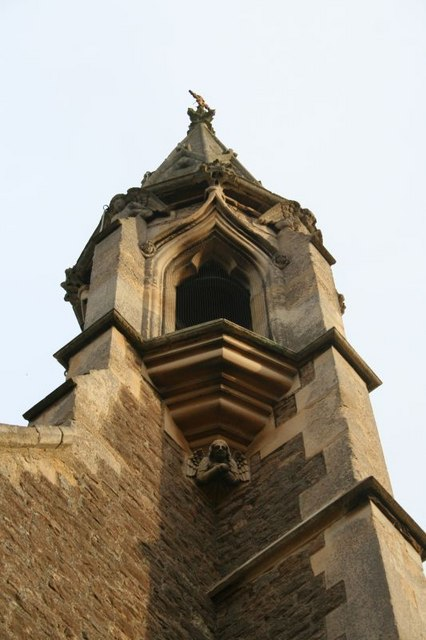
Ange grigori sur la flèche de l'église St Michael, Clifton Hampden, Oxfordshire, Royaume-Uni

Les Grigoris (araméen עִיר ʿiyr, pluriel עִירִין ʿiyrin, [ʕiːr(iːn)] ; de l'hébreu ʿer, "conscient, éveillé", grec ancien : ἐγρήγοροι, transl. : egrḗgoroi ;  "observateurs", "ceux qui sont éveillés" ; "ceux qui veillent", "gardiens") sont dans la tradition religieuse juive et chrétienne, des anges qui seraient descendus sur terre.
Le terme apparait au singulier et au pluriel dans le Livre de Daniel (IVe siècle av. J.-C. - IIe siècle av. J.-C.) où il est fait référence à leur état surnaturel. Dans l'ouvrage apocryphe Livre d'Enoch (IIe siècle av. J.-C. - Ier siècle av. J.-C.), il est fait mention des bons et des mauvais grigoris avec une attention particulière sur les mauvais qui seraient des rebelles,.